# Västergötlands runinskrifter 201
Västergötlands runinskrifter 201 är en medeltida kvadersten av sandsten i Börstigs kyrka, Börstigs socken och Falköpings kommun. Stenens storlek är 0,46 gånger 0,40 meter. Runhöjden är 12-13 centimeter. Inskriften är inhuggen på ett block i kyrkans vägg. Denna sten och Vg 200, som också finns i kyrkomuren, upptäcktes 1933 i samband med restauringsarbeten. En del av putsen togs bort 1957 för att göra de båda inskrifterna synliga.

## Inskriften
Translitterering av runraden:
ylfa abraham
Normalisering till äldre fornsvenska:
Ylva(?) Abraham
Översättning till nusvenska:
Ylva(?) Abraham